# 岩村力
岩村 力（いわむら ちから）は、日本の指揮者。2000年から2007年までNHK交響楽団のアシスタントコンダクターを務めた。2010年より兵庫芸術文化センター管弦楽団のレジデント・コンダクターを務める。2015年兵庫県功労者表彰（文化功労）受賞。近年はナレーター・朗読家としての研鑽も積み、ライブや収録における新たな展開を重ねている。

## 受賞・ポスト歴[2][4]
- 第15回マスタープレイヤーズ国際音楽コンクール（スイス）指揮部門優勝、およびマスタープレイヤーズ大賞受賞
- 第１回マリオ・グゼッラ国際指揮者コンクール（イタリア）第２位
- 第8回フィレンチェク記念国際指揮者コンクール（ハンガリー）入賞
- 第3回アントニオ・ペドロッティ国際指揮者コンクール（イタリア）第３位
- 2000年 - 2007年 NHK交響楽団アシスタントコンダクター
- 2010年 - 兵庫芸術文化センター管弦楽団レジデント・コンダクター
- 2015年 兵庫県功労者表彰（文化功労）受賞